# 슬러그탄

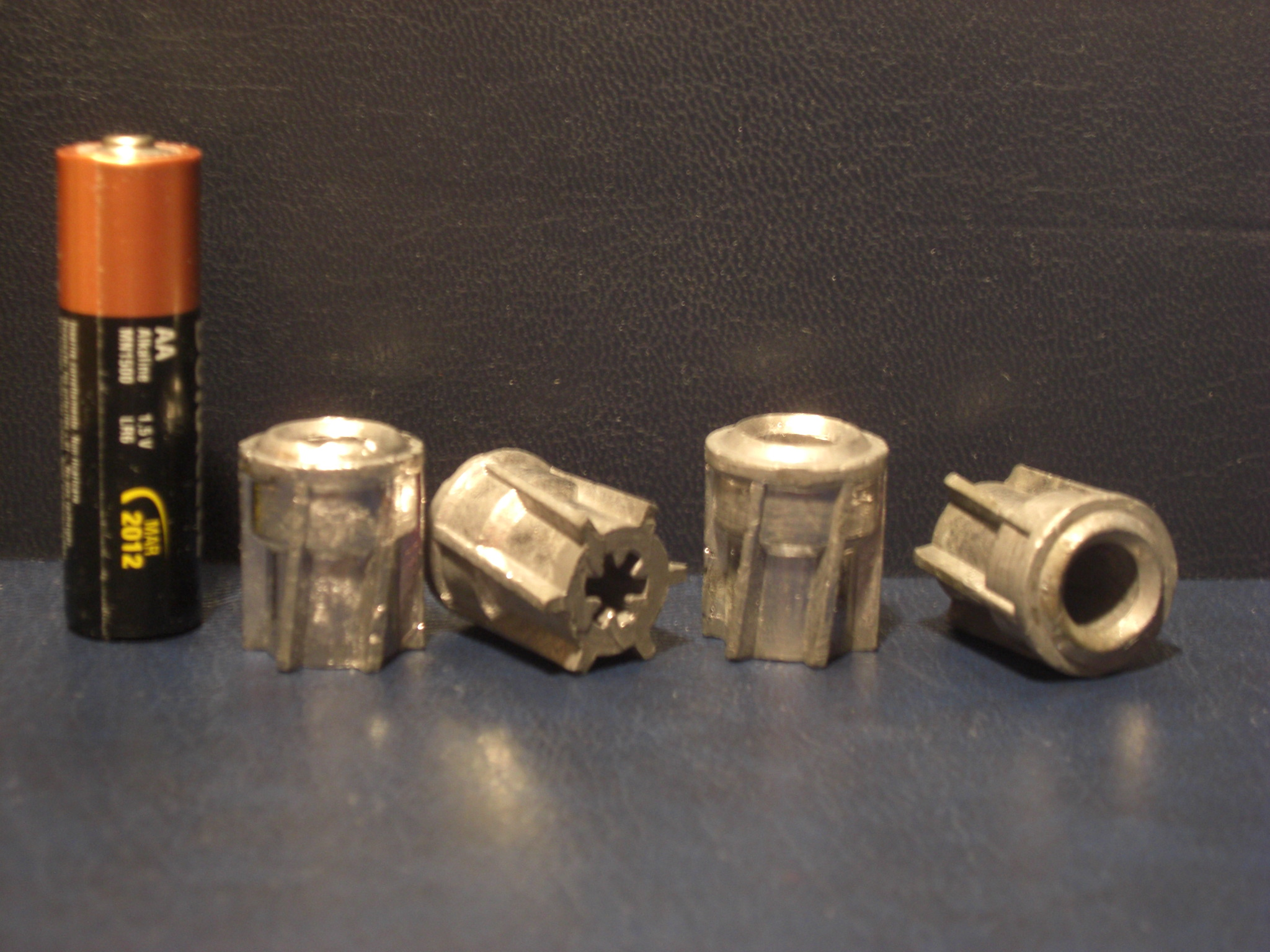
AA 건전지와 크기비교한 슬러그탄.

슬러그탄(Shotgun slug)은 산탄총에 이용되는 한 개의 덩어리로 된 총알을 말한다. 일반적으로 산탄총에는 작은 납구슬들로 이루어진 산탄이 이용되는데, 이 산탄의 파괴력 및 사정거리의 단점을 보완하기 위해 슬러그 탄이 이용된다. 일반적인 산탄총의 총열에는 강선이 없기 때문에, 총알의 비행중 자세 안정을 위해 슬러그 탄의 표면에는 강선이 있는 종류가 있다. 이것은 라이플드 슬러그 탄이라 한다.

## 같이 보기
- 산탄총
- 산탄